# Georg Matthias Monn
Pour les articles homonymes, voir Monn.
Georg Matthias Monn (ou Johann Georg Mann), né le 9 avril 1717 à Vienne et mort le 3 octobre 1750 dans la même ville, est un compositeur, organiste et professeur de musique autrichien, membre de l'école préclassique de Vienne.

## Biographie
Monn est considéré comme l'un des compositeurs faisant la transition entre la musique baroque et celle de l'ère classique. Dans les années 1740, Monn compose des symphonies encore proches des ouvertures. 
L'orchestration est sommaire avec les cordes en trois parties (premiers violons, seconds violons et basses) et un effectif à vent réduit qui peut être supprimé.
Il eut comme élève Johann Georg Albrechtsberger, un contemporain de Joseph Haydn.
Son frère Johann Christoph Monn (1726-1782) fut également compositeur et professeur de piano.

## Œuvres
- 21 symphonies
- 7 concerti pour clavecin
- un concerto pour violoncelle
- 6 quatuors à cordes
- des divertimentos, partitas, trios et sonates pour violons
- 14 sonates pour claviers et autres pièces
- de la musique sacrée, dont plusieurs messes et un magnificat
- des opéras

## Discographie
- Concerto pour violoncelle en sol mineur - Jacqueline du Pré (1969, EMI, réédité sur CD en 1994, les introuvables de Jacqueline du Pré)
- 6 Symphonies - L'Arpa Festante, Michi Gaigg (10-13 juillet 1994, CPO) (OCLC 38222729)
- Concertos pour violoncelle, clavecin, violon - Rainer Zipperling, violoncelle ; Sabine Bauer, clavecin ; Mary Utiger, violon  ; La Stagione Frankfurt, dir. Michael Schneider (1996, CPO 999 391-2) (OCLC 163172490)
- Concerto pour violoncelle - Jean-Guihen Queyras, Freiburger Barockorchester, Petra Müllejans (2004, Harmonia Mundi HMC901816)